# (1020) Arcadia
(1020) Arcadia – planetoida z pasa głównego asteroid okrążająca Słońce w ciągu 4 lat i 243 dni w średniej odległości 2,79 au. Została odkryta 7 marca 1924 roku w Landessternwarte Heidelberg-Königstuhl, w Heidelbergu przez Karla Reinmutha. Nazwa planetoidy pochodzi od Arkadii, mitycznej greckiej krainy i współczesnej prefektury. Przed jej nadaniem planetoida nosiła oznaczenie tymczasowe (1020) 1924 QV.